# كاب كت
كاب كت (بالإنجليزية: CapCut) المعروف سابقًا باسم جيانيينغ، هو تطبيق صيني لتحرير مقاطع الفيديو القصيرة طُور بواسطة بايت دانس، الشركة الأم لتيك توك.

## التاريخ
أُصدر التطبيق لأول مرة باسم جيانيينغ في الصين عام 2019 وكان متاحًا في البداية لأجهزة آيفون وأندرويد. وفي عام 2020، أُعيد تسميته باسم كاب كت وأصبح متاحًا عالميًا. وُسع لاحقًا ليشمل إصدارات الويب وسطح المكتب لنظامي التشغيل ماك وويندوز.
اعتبارًا من مارس 2023، لدى كاب كت أكثر من 200 مليون مستخدم نشط عبر العالم، ووفقًا لجريدة وول ستريت جورنال، نُزل التطبيق أكثر من تيك توك نفسه في مارس 2023. في مارس 2023، أصبح ثاني أكثر تطبيق تنزيلا في الولايات المتحدة، بعد التطبيق الصيني تيمو.

## الميزات
يحتوي الإصدار المجاني من كاب كت على ميزات متعددة، بما في ذلك خيارات السرعة لضبط مدة المقاطع. يمكن استخدام أداة التسميات التوضيحية التلقائية لإنشاء تسميات توضيحية دقيقة للفيديو يمكن تحريرها داخل التطبيق.
يدعم كاب كت وسائل تحرير الفيديو الأساسية، بما في ذلك تحرير المقاطع وقصها وتقسيمها. فهو يسمح بإضافة مقاطع جديدة إلى المشاريع ولكنه يقتصر على تحرير طبقة واحدة، باستثناء التراكبات، التي تتيح تأثيرات الصورة داخل الصورة وإزالة الخلفية باستخدام أداة القطع. يمكن للمستخدمين تصدير مشاريعهم المكتملة مباشرة إلى تيك توك أو حفظها على أجهزتهم لمشاركتها عبر منصات أخرى.

## وصلات خارجية
- الموقع الرسمي